# Аваз-Лар-Саядлар
Аваз-Лар-Саядлар (перс. عوض لرصيادلر) — село в Ірані, у дегестані Вірмуні, у Центральному бахші, шагрестані Астара остану Ґілян. За даними перепису 2006 року, його населення становило 67 осіб, що проживали у складі 15 сімей.